# Вальшлебен
Вальшлебен (нім. Walschleben) — громада в Німеччині, розташована в землі Тюрингія. Входить до складу району Земмерда. Складова частина об'єднання громад Гера-Ауе.
Площа — 16,79 км2. Населення становить 1785 ос. (станом на 31 грудня 2021).